# 安 (山本貞幸の妻)
安（やす、生没年不詳）は、戦国時代の武将・山本貞幸の後妻。父は大橋入道。庵原忠胤の妹。
文明5年（1473年）大林貞次の仲介で、前妻の光禅尼を亡くして三河国宝飯郡牛窪（愛知県豊川市牛久保町）に浪人していた山本貞幸に嫁いだという。3男2女を儲けたという。またその末子が武田信玄の軍師として著名な山本勘助である。
なお、山本光幸を山本勘助の父とする説もある。その場合、安の没年は天正3年（1575年）で、法名は貴功殊胤大姉という。

## テレビドラマ
- 風林火山（2007年、NHK大河ドラマ） - あめくみちこが演じた。